# To the Death (M.O.P.)
To The Death è l'album d'esordio del gruppo hip hop M.O.P., pubblicato nel 1994. È stato prodotto da DR Period, ad eccezione della canzone di chiusura, Guns N Roses è stata prodotta da Silver D.

## Tracce
1. Crimetime 1-718 – 1:45 – DR Period
2. Rugged Neva Smoove – 5:07 – DR Period
3. Ring Ding – 3:48 – DR Period
4. Heistmasters – 4:00 – DR Period
5. Blue Steel – 3:26 – DR Period
6. Who Is M.O.P.? – 0:14 – DR Period
7. To the Death – 3:51 – DR Period
8. Big Mal – 0:07 – DR Period
9. Top of the Line – 3:30 – DR Period
10. This Is Your Brain – 0:19 – DR Period
11. Drama Lord – 3:34 – DR Period
12. F.A.G. (Fake Ass Gangsta) – 4:51 – DR Period
13. How About Some Hardcore – 4:32 – DR Period
14. Positive Influences – 0:16 – DR Period
15. Guns N Roses – 4:09 – Silver D

## Classifiche

### Classifiche settimanali
| Classifica (1994)         | Posizione massima |
| ------------------------- | ----------------- |
| US Top R&B/Hip-Hop Albums | 68                |